# Las Guachas
Las Guachas é uma junta de governo da província de Entre Ríos, na Argentina.